# Centris dichrootricha
Centris dichrootricha är en biart som först beskrevs av Jesus Santiago Moure 1945.  Centris dichrootricha ingår i släktet Centris och familjen långtungebin. Inga underarter finns listade.